# Bataille du mont Saint-Quentin
Pour les articles homonymes, voir Bataille de Saint-Quentin.
Première Guerre mondiale
Batailles
Front d'Europe de l’Ouest
- Liège (8-1914)
- Namur (8-1914)
- Frontières (8-1914)
- Anvers (9-1914)
- Grande Retraite (9-1914)
- Marne (9-1914)
- Course à la mer (9-1914)
- Yser (10-1914)
- Messines (10-1914)
- Ypres (10-1914)
- Givenchy (12-1914)
- 1re Champagne (12-1914)
- Hartmannswillerkopf (1-1915)
- Neuve-Chapelle (3-1915)
- 2e Ypres (4-1915)
- Colline 60 (4-1915)
- Artois (5-1915)
- Festubert (5-1915)
- Quennevières (6-1915)
- Linge (7-1915)
- 2e Artois (9-1915)
- 2e Champagne (9-1915)
- Loos (9-1915)
- Verdun (2-1916)
- Redoute Hohenzollern (3-1916)
- Hulluch (4-1916)
- 1re Somme (7-1916)
- Fromelles (7-1916)
- Arras (4-1917)
- Vimy (4-1917)
- Chemin des Dames (4-1917)
- 3e Champagne (4-1917)
- 2e Messines (6-1917)
- Passchendaele (7-1917)
- Cote 70 (8-1917)
- 2e Verdun (8-1917)
- Malmaison (10-1917)
- Cambrai (11-1917)
- Bombardements de Paris (1-1918)
- Offensive du Printemps (3-1918)
- Lys (4-1918)
- Aisne (5-1918)
- Bois Belleau (6-1918)
- 2e Marne (7-1918)
- 4e Champagne (7-1918)
- Château-Thierry (7-1918)
- Le Hamel (7-1918)
- Amiens (8-1918)
- Cent-Jours (8-1918)
- 2e Somme (9-1918)
- Bataille de la ligne Hindenburg
- Meuse-Argonne (10-1918)
- Cambrai (10-1918)

Front italien
Front d'Europe de l’Est
Front des Balkans
Front du Moyen-Orient
Front africain
Bataille de l'Atlantique
La bataille du mont Saint-Quentin est une bataille sur le front de l'Ouest pendant la Première Guerre mondiale. Dans le cadre des contre-offensives alliées sur le front occidental à la fin de l'été 1918, le corps australien traverse la Somme dans la nuit du 31 août et brise les lignes allemandes au mont Saint-Quentin et à Péronne. Le commandant de la quatrième armée britannique, le général Henry Rawlinson, décrit les avancées australiennes du 31 août au 4 septembre comme le plus grand exploit militaire de la guerre. Pendant la bataille, les troupes australiennes ont pris d'assaut, saisi et conservé la hauteur stratégique du mont Saint-Quentin surplombant Péronne, une position défensive pivot allemande sur la ligne de la Somme.

## Contexte historique
Les Alliés poursuivent les Allemands et le plus grand obstacle pour franchir la Somme est le mont Saint-Quentin qui est situé dans un méandre du fleuve, dominant les alentours. Le « mont » fait seulement 100 mètres de haut, mais est une des clés de la défense allemande de la ligne de la Somme et le dernier bastion allemand. Il domine la Somme à environ 1 500 mètres au nord de Péronne. Son emplacement en fait un point d'observation idéal et stratégiquement, les défenses de la colline gardent les approches nord et ouest de la ville.
Les forces australiennes font face au 51e corps allemand, une partie de la 2e armée, dirigée par le général Max von Boehn. Selon l'historien officiel australien Charles Bean, « les archives allemandes montrent que le LIe corps avait anticipé l'offensive [...] Les divisions de la ligne de défense furent ordonnées d'augmenter leur profondeur et les divisions de contre-attaque de « tenir » ». Bean établit que le LIe corps commande la Ve division d'infanterie bavaroise, la première division de réserve et la CXIXe division d'infanterie. Le 94e régiment d'infanterie qui fait partie du IVe corps de réserve participe également à la bataille.

## Bataille

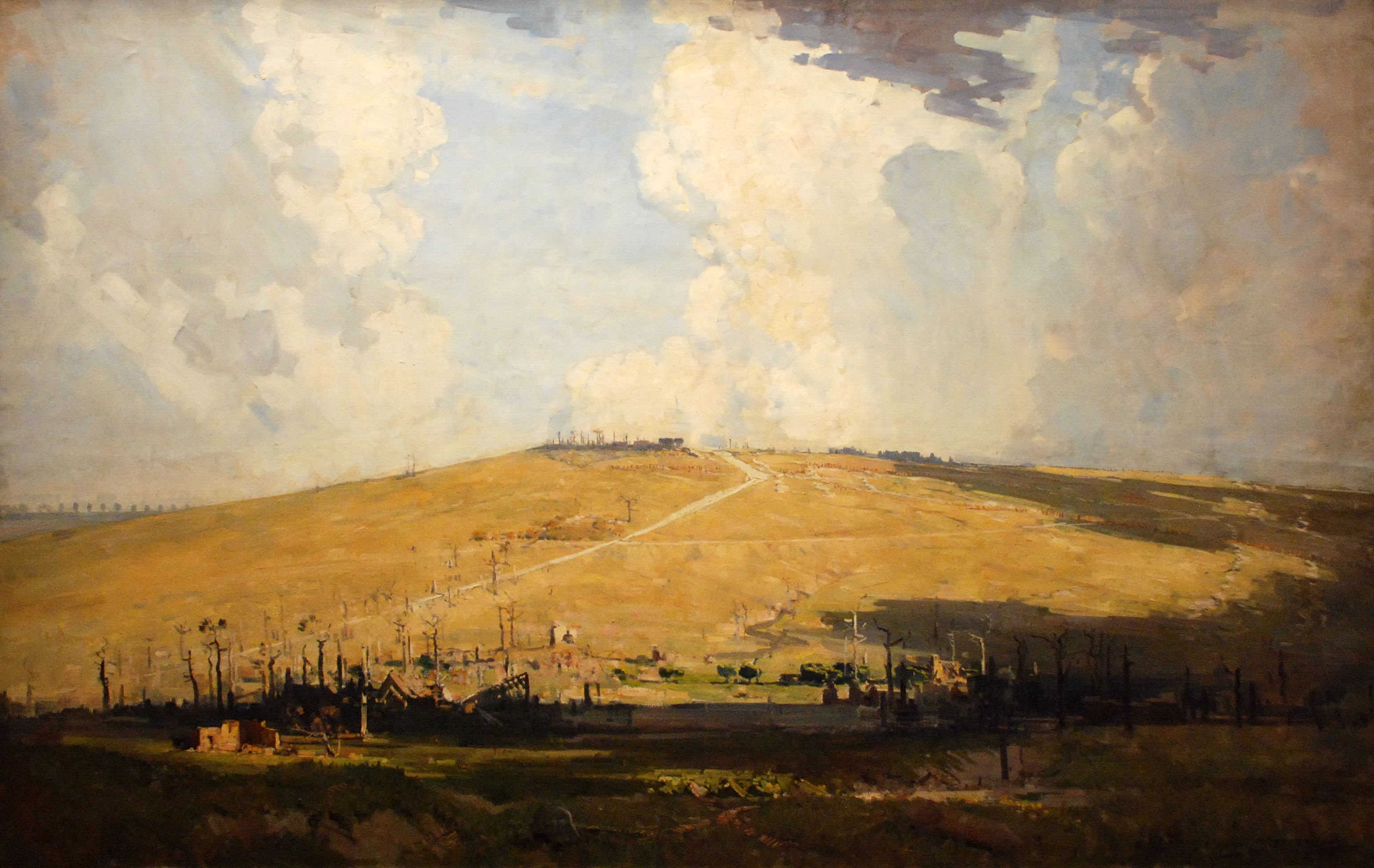
Mount Quentin, peinture de Arthur Streeton (1918)

L'offensive est planifiée par le général John Monash, qui prévoit un assaut frontal risqué qui nécessite que la deuxième division australienne traverse une série de marais pour attaquer les hauteurs. Ce plan échoue car les troupes d'assaut n'arrivent pas à traverser les marais. Malgré ce premier échec, Monash réussit à emporter la seule bataille entreprise par les Australiens sur le front occidental qui ait eu des conséquences.
Les Australiens de la deuxième division traversent la Somme dans la soirée du 30 août. Le 31 août à 5 heures du matin, deux bataillons australiens appuyés par l'artillerie donnent la charge sur le mont Saint-Quentin. Les Allemands se rendent rapidement et les Australiens continuent jusqu'à la principale tranchée ennemie. À l'arrière, leurs camarades traversent la Somme par un pont que leurs ingénieurs ont sauvé et réparé. Les réserves allemandes arrivent tout de même à regagner la crête car les Australiens sont incapables de conserver leur avance. Toutefois, ils tiennent leurs positions juste en dessous du sommet qui est reconquis le lendemain et solidement tenu. Ce 1er septembre également, les forces australiennes font irruption dans Péronne et prennent la majeure partie de la ville qui tombe entièrement entre leurs mains le lendemain. En trois jours, les Australiens perdent 3 000 hommes mais causent un repli général des Allemands jusqu'à la Ligne Hindenburg.

## Conséquences
Avec le recul, Monash fait reposer le succès de l'opération sur la bravoure de ses hommes, la rapidité avec laquelle le plan a été réalisé et l'audace même de la tentative. Dans son ouvrage Australian Victories in France (en français Victoires australiennes en France), Monash rend hommage au commandant de la deuxième division, le major-général Charles Rosenthal, qui était chargé de l'opération. Mais Monash et son équipe fut responsable de la conception du projet et de l'élaboration des plans.
La victoire des Alliés lors de la bataille du mont Saint-Quentin porte un rude coup à cinq divisions allemandes, y compris la IIe division de la Garde. Comme la position domine une grande partie du terrain à l'est du mont Saint-Quentin, cela garantit que les Allemands ne seront pas en mesure d'arrêter les alliés à l'ouest de la ligne Hindenburg, d'où ils avaient lancé leur offensive au printemps. 2 600 prisonniers sont faits pour un coût d'un peu plus de 3 000 pertes.
Les soldats suivants ont reçu la Victoria Cross pour leur rôle dans la bataille :
- Albert David Lowerson (en) du 21e bataillon, originaire de Myrtleford dans le Victoria.
- Robert MacTier (en) du 23e bataillon, originaire de Tatura dans le Victoria.
- Edgar Thomas Towner (en) du deuxième bataillon de mitrailleurs, de Blackall dans le Queensland.

## Pour approfondir